# Borobudur
Borobudur (tudi Borobodur) je največje budistično svetišče na svetu. Stoji v bližini mesta Yogyakarta v osrednjem delu otoka Java v Indoneziji. Stupo so najverjetneje gradili v 8. ali 9. stoletju, za gradnjo pa naj bi rabili vsaj 40 let, saj je zgradba sestavljena iz več kot dveh milijonov kamnitih blokov. Zloženih so v 8 nadstropjih, ki se postopno ožajo, tako da je spodnjih 5 nadstropij s kvadratnim tlorisom (temelji imajo dimenzije 123 m x 123 m) osnova za zgornja tri nadstropja s krožnim tlorisom. Iz daljave je stupa podobna zelo položni stopničasti piramidi. Današnja višina je 34.5 m, v času izgradnje pa naj bi bilo nadstropij 10, skupna višina pa 42 m. Na zgornjih treh etažah je 72 malih stup, ki obkrožajo osrednjo, veliko stupo. Verjetno je spomenik v Borobudurju budistični prikaz kozmosa. Spodnja nadstropja so okrašena z reliefi na skupaj 1460 ploščah širine 2 m. Obiskovalci Borobudurja naj bi ob obisku svetišča obhodili vsa nadstropja, ob tem pa s pomočjo reliefov spoznali življenje Bude in njegov nauk. Celotna pot po etažah je dolga okrog 3 km.
Svetišče so verjetno opustili že v 10. stoletju, ko se je center politične oblasti preselil s tega območja, nekateri pa menijo, da je bil razlog za opustitev izbruh vulkana Merapi leta 1006. Borobudur, ki je bil medtem skoraj v celoti zasut in prerasel z vegetacijo, je leta 1814 odkril angleški guverner Raffles. Odkopavanja so trajala do sredine 19. stoletja, reliefe pa so prerisali in predstavili v knjigi leta 1873. Notranjost stupe je bila zelo poškodovana, zato so jo med letoma 1907 in 1911 temeljito obnovili, v letih 1973 do 1984 pa je UNESCO izvedel popolno rekonstrukcijo svetišča, ki so ga razglasili za spomenik svetovne dediščine. Velja za eno od sedmih čudes sveta.